# Indigofera maritima
Indigofera maritima är en ärtväxtart som beskrevs av John Gilbert Baker. Indigofera maritima ingår i släktet indigosläktet, och familjen ärtväxter. Inga underarter finns listade i Catalogue of Life.